# Scelio doddi
Scelio doddi är en stekelart som beskrevs av Paul C. Dangerfield och Austin 2001. Scelio doddi ingår i släktet Scelio och familjen Scelionidae. Inga underarter finns listade i Catalogue of Life.